# Kang Kwang-bae

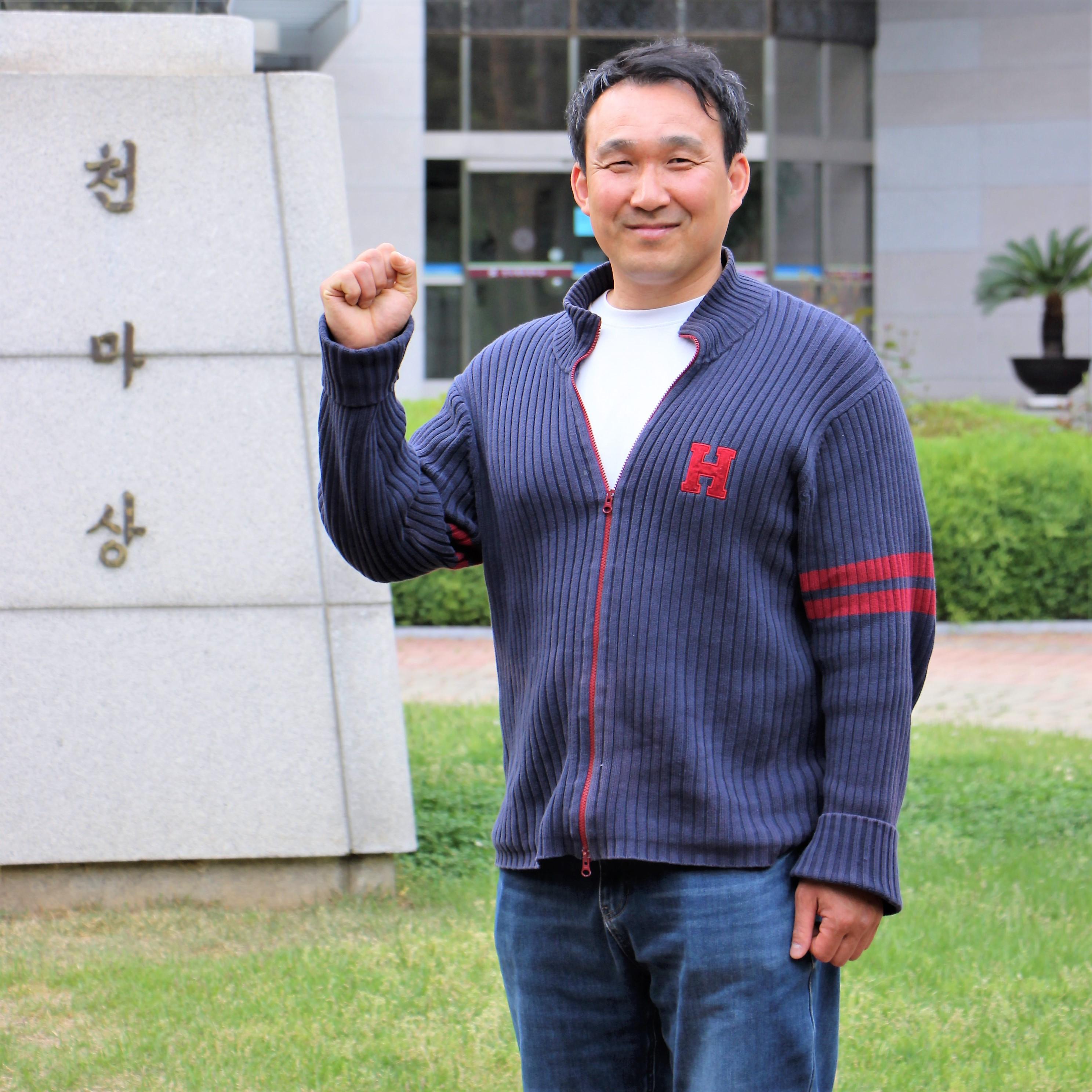
Kang Kwang-bae, 2020

Kang Kwang-bae (* 29. Juli 1973) ist ein ehemaliger südkoreanischer Skeletonfahrer und Bobsportler.
Kang Kwang-bae betreibt seit 1995 Skeleton, seit 1996 gehört er dem südkoreanischen Nationalkader an. Kang wird in Chon-Jo von Matthias Guggenberger trainiert. Im Januar 2000 trat er in Lillehammer erstmals am Skeleton-Weltcup teil und belegte den 47. Platz. Einen Monat später startete er in Igls erstmals bei einer Skeleton-Weltmeisterschaft, weitere drei Starts folgten bis 2005. In Salt Lake City startete Kang 2002 bei den Olympischen Spielen und wurde Zwanzigster. Im darauf folgenden Weltcuprennen in Igls erreichte er mit dem 20. Rang sein bestes Weltcupergebnis. 2006 war Kang einer der wenigen Athleten, die zum zweiten Mal an den Olympischen Spielen teilnahmen. In Turin belegte der Südkoreaner in seinem letzten internationalen Rennen den 23. Platz. Zudem war Kang Kwang-bae Mitglied des südkoreanischen Bobkaders.
2010 wurde er als Vize-Präsident für Internationale Angelegenheiten in das Präsidium der Fédération Internationale de Bobsleigh et de Tobogganing gewählt.